# Wigry (jezioro)
Wigry – jezioro rynnowe położone w północno-wschodniej Polsce, w województwie podlaskim, w powiecie suwalskim i augustowskim, na pograniczu gminy wiejskiej Suwałki i gminy Nowinka.

## Charakterystyka i morfometria
Jezioro znajduje się na pograniczu Pojezierza Wschodniosuwalskiego i Równiny Augustowskiej, będących częścią Pojezierza Litewskiego. Większość jeziora leży w gminie Suwałki w pow. suwalskim, zaś południowa część – w gminie Nowinka w pow. augustowskim. Wschodni brzeg jeziora stanowi granicę powiatu suwalskiego i sejneńskiego.
Powierzchnia Wigier według różnych źródeł wynosi od 2115 do 2118,3 hektarów, głębokość średnia od 15,4 do 15,8 metrów, głębokość maksymalna od 73 do 74,2 metrów. Wigry należą do najgłębszych (5 miejsce w kraju) i największych (10 miejsce) jezior Polski. Współczynnik rozwinięcia linii brzegowej wynosi 4,43, zaś wskaźnik odsłonięcia – 134,1.
Liczne są półwyspy, m.in. Wysoki Wągieł o długości około 4 km, Rosochaty Róg, Klasztorny, oraz wyspy, które zajmują powierzchnię około 70 ha. Na półwyspie Klasztornym położona jest miejscowość Wigry z zabytkowym klasztorem byłego zakonu kamedułów, gdzie w 1999 roku odpoczywał papież Jan Paweł II. Przez cieśniny i strumyki jezioro Wigry łączy się z 16 innymi jeziorami. Przez jezioro przepływa rzeka Czarna Hańcza. W części północnej jeziora wpływa rzeka Wiatrołuża. W niektórych zakolach tych rzek ustanowiono ostoje bobrów .

## Historia i nazwa
Jezioro powstało w wyniku ostatniego zlodowacenia 14 000 lat przed naszą erą.
Wigry kształtem przypominają literę „S”. Ze względu na kształt linii brzegowej pierwotnie jezioro nosiło nazwę Wingry, która wywodziła się od jaćwieskiego słowa wingris (kręty, wijący się; lit. vingrús). Tę nazwę wymienił kronikarz Jan Długosz, pisząc o łowach Władysława Jagiełły z 1418 na terenie zwanym Wingri. Linia brzegowa ma długość około 60 km, brzegi są wysokie i porośnięte lasami iglastymi.
Król Władysław IV Waza pływając w 1645 roku po Wigrach strzelał z fuzji do łosi, niedźwiedzi i jeleni.

## Przyroda
W okresie wcześniejszym obecne jezioro Wigry stanowiło fragment kompleksu określanego jako Prawigry, w skład którego wchodziło kilka sąsiadujących zbiorników. Zbiorniki te obecnie są samodzielnymi jeziorami: Długie, Muliczne, Okrągłe, Leszczewek. Jezioro Wigry składa się z kilku części – plos: północnego, środkowego i zachodniego, różniących się wielkością, głębokością, liczbą wysp, charakterem brzegów oraz żyznością wód (trofią). Znaczna część Wigier charakteryzuje się umiarkowaną trofią (występują tu jeszcze rzadkie zwierzęta tleno- i zimnolubne). Do gatunków typowych dla niższej trofii należą do nich ryby: sieja i sielawa oraz skorupiaki wodne z rodzaju Pallasiola oraz Mysis, zasiedlające głębsze strefy jeziora. Litoral jeziorny w znacznej części zachował pierwotny charakter. W rozległych trzcinowiskach spotkać można około 140 gatunków ptaków, z których około 30 to ptaki wodne lub wodno-błotne. Ochrona ichtiofauny polega na restytucji gatunków, które występowały w przeszłości i z różnych przyczyn wyginęły lub stały się nieliczne (troć jeziorowa, sum). W Wigrach występuje jeszcze sielawa i sieja – gatunki wrażliwe na pogarszanie się środowiska wodnego. Wigry są jednym z dwóch polskich jezior, w których sieja przystępuje do tarła (drugim jest jezioro Miedwie koło Stargardu).
W 1997 przeprowadzono badania malakologiczne jeziora. Oznaczono wówczas dwanaście gatunków i jeden podrodzaj ślimaków oraz trzy gatunki i jeden rodzaj małży. Najobficiej reprezentowane były: wodożytka nowozelandzka, zagrzebka pospolita, zatoczek białawy, zatoczek malutki i racicznica zmienna.
Brzegi jeziora mają w większości miejsc pierwotny charakter, niezmieniony przez człowieka. Są rajem dla zwierząt, w tym dla około 140 gatunków ptaków. Do 
, południowego i wschodniego brzegu jeziora dochodzi Puszcza Augustowska, ciągnąca się daleko poza granice państwa, aż po Druskieniki i Grodno.
W celach ochrony gatunków cennych prowadzone są działania polegające na zwiększeniu liczebności dużych ryb drapieżnych (biomanipulacja). Ryby drapieżne takie jak szczupak zmniejszają liczebność ryb karpiowatych, skutkiem czego jest zmniejszenie presji na zooplankton, a w dalszej kolejności zmniejszenie zakwitów glonów planktonowych, przyczyniających się do powstania okresowych deficytów tlenu w profundalu.
W 1975 roku jezioro Wigry wpisane zostało przez Międzynarodową Unię Ochrony Przyrody (IUCN) na listę najcenniejszych akwenów świata (Projekt „Aqua”). Natomiast w 1998 roku Międzynarodowe Towarzystwo Limnologiczne (SIL) objęło jezioro Wigry programem pomocy naukowej i lobbingu na rzecz jego ochrony.